# Малайзия на Паралимпийских играх
Малайзия на Паралимпийских играх впервые приняла участие в 1972 году на летних Играх в Гейдельберге, и с тех пор участвует на всех летних Играх (кроме летних Игр 1976, 1980 и 1984 годов). На зимних Играх спортсмены Малайзии участия пока не принимали.
На настоящее время спортсмены Малайзии завоевали на всех Играх в сумме 16 медалей, из них 6 золотых.

## Медальный зачёт

### Медали летних Паралимпийских игр
| Игры                          | Золото         | Серебро        | Бронза         | Всего          | Место          |
| ----------------------------- | -------------- | -------------- | -------------- | -------------- | -------------- |
| 1972 Гейдельберг              | 0              | 0              | 0              | 0              | —              |
| 1976 Торонто                  | не участвовали | не участвовали | не участвовали | не участвовали | не участвовали |
| 1980 Арнем                    | не участвовали | не участвовали | не участвовали | не участвовали | не участвовали |
| 1984 Сток-Мандевиль, Нью-Йорк | не участвовали | не участвовали | не участвовали | не участвовали | не участвовали |
| 1988 Сеул                     | 0              | 0              | 1              | 1              | 48             |
| 1992 Барселона                | 0              | 1              | 2              | 3              | 51             |
| 1996 Атланта                  | 0              | 0              | 0              | 0              | —              |
| 2000 Сидней                   | 0              | 0              | 0              | 0              | —              |
| 2004 Афины                    | 0              | 0              | 0              | 0              | —              |
| 2008 Пекин                    | 0              | 0              | 1              | 1              | 69             |
| 2012 Лондон                   | 0              | 1              | 1              | 2              | 65             |
| 2016 Рио-де-Жанейро           | 3              | 0              | 1              | 4              | 36             |
| 2020 Токио                    | 3              | 2              | 0              | 5              | 39             |
| Итого                         | 6              | 4              | 6              | 16             |                |